# Perigramma innubis
Perigramma innubis är en fjärilsart som beskrevs av Thierry-mieg 1907. Perigramma innubis ingår i släktet Perigramma och familjen mätare. Inga underarter finns listade i Catalogue of Life.